# União Desportiva Oliveirense (baloncesto)
El U.D.Oliveirense es un equipo de baloncesto portugués, con sede en la ciudad de Oliveira de Azeméis, que compite en la LPB, la máxima competición de su país. Disputa sus partidos en el Pavilhão Dr. Salvador Machado, con capacidad para 4500 espectadores. Es la sección de baloncesto del União Desportiva Oliveirense.

## Historia
Desde su comienzo, Oliveirense Basquetebol era una potencia en el campo del baloncesto portugués. En su año de creación, debido a la disolución de la ARCA (Asociación Recreativa e Cultural de Azeméis), Oliveirense ganó la Tercera División, elevándose a una segunda división más competitiva.
Sin embargo, la segunda división se derrumbó a la potencia de los jugadores de Oliveirense, quienes se adjudicaron su segundo título nacional en dos años. La batalla robusta entre el Oliveirense Basquetebol y las principales potencias del baloncesto portugués estaba en marcha, ya que el equipo se enfrentó a grandes nombres, como el SL Benfica y el FC Porto.
Una vez más, se instalaron sorpresas. Con un nuevo equipo y un nuevo entrenador, Oliveirense no lo hizo así en su primera temporada en la LCB, sin embargo, fueron capaces de mantener su posición y más tarde se convertirián, probablemente, el equipo más poderoso de la historia del baloncesto portugués.
Años más tarde, con la firma de Henrique Vieira como entrenador, el experto en triples Brian Crabtree como jugador, Oliveirense fue el equipo más dominante en el baloncesto portugués. Durante sus años de oro, Oliveirense ganó mucho de su palmarés. Son, probablemente, el único equipo que ha ganado todos los títulos nacionales, excepto el campeonato portugués. Su rivalidad con Portugal Telecom, que hizo un tricampeonato siempre batiendo a Oliveirense, tenía nombres como Luís Magalhães y el pívot Jean-Jacques, al cual hubo afirmaciones de que los árbitros tenían demasiado miedo para pitar en contra de Jean-Jacques, debido a que él es un espécimen físico.
Por último, Oliveirense fue capaz de derrotar a Portugal Telecom en la Supercopa. Oliveirense estaba por ganar la Copa Nacional de Baloncesto Portugués, que ganaron la temporada antes y Portugal Telecom, por supuesto, representaba al Campeón LCB.
Después tres años seguidos en la final del Campeonato, donde fueron derrotados las tres veces por la escuadra de Portugal Telecom. Al final de la victoria en el campeonato de la temporada pasada, Portugal Telecom se disolvió por la voluntad del accionista principal, Portugal Telecom Comunicações.
Ahora teniendo camino claro hacia el campeonato, Oliveirense volvería a dejar de tomar el campeonato portugués, siendo eliminado en la segunda ronda de los playoffs. Esto fue tomado por los fanes como una enorme decepción ya que el equipo de Oliveirense tenía los grandes nombres de los equipos portugueses, como el veterano Carlos Seixas, el exjugador de la NBA Trevor Huffman, exjugador de Portugal Telecom Doug Mouse y las estrellas del ascenso Carlos Abreu y Gregory Stempin.
Oliveirense ganó un partido contra Ovarense Aerosoles para conseguir su último título como un equipo profesional. Ganaron la Copa de la Liga 83-77 contra Ovarense Aerosoles y al final de la temporada increíble, ocurrió el desastre de la sección de baloncesto.
Debido a la dificultad financiera de União Desportiva Oliveirense, Eduardo Costa, presidente del club, disolvió la sección de baloncesto, el recurso de beneficio principal de la franquicia. Debido al desacuerdo público y la presión por los fanes de baloncesto más importantes de Oliveirense, se mantuvieron los equipos juveniles.
Sin haber competido durante una temporada, Oliveirense Basquetebol regresó a la CNB2, la división más baja del baloncesto portugués. Con exjugadores que forman los equipos juveniles, Oliveirense alcanzó la novena posición en su primera temporada y la séptima en su segunda temporada. Finalmente ganó el título CNB2 y subió a la CNB1 en 2010. La hazaña se repitió al año siguiente y en 2013 finalmente ganaron la Proliga y regresaron a la primera división.

## Posiciones en liga
- 2010 - (1-CNB2)
- 2011 - (1-CNB1)
- 2012 - (4-Proliga)
- 2013 - (2-Proliga)
- 2014 - (9-LPB)
- 2015 - (8)
- 2016 - (4)
- 2017 - (4)
- 2018 - (1) (Campeón)
- 2019 - (1) (Campeón)
- 2020 - (4)
- 2021 - (5)
- 2022 - (4)

## Palmarés
- Campeón LPB -  2018, 2019

- Campeón Copa Portuguesa -  2003
  - Subcampeón Copa Portuguesa -  1996, 2002

- Campeón Copa de la Liga -  2003, 2006, 2019, 2020

- Campeón Supercopa -  2003, 2018
  - Subcampeón Supercopa -  2002

- Campeón Troféu António Pratas (Proliga) -  2012

- Subcampeón Torneio dos Campeões  -  2003

- Campeón Proliga -  2013

- Campeón CNB1 -  2011

- Campeón CNB2 -  2010

## Jugadores destacados
| - Joel Azarias - Gerson Monteiro - Joaquín Arcega - Jerónimo Bucero - Oscar Cobelo - Tomás González - José Lasa - Emiliano Morales - Willy Prieto - Jordi Tombas - David Triay - García Joseph - Vakhtang Natsvlishvili - Carlos Abreu - Renato Azevedo - José Miguel Barbosa - Mohamed Camara - André Carvalho | - Rui França - David Gomes - André Pereira - Marco Pinto - Carlos Resende - Rui Santos - Carlos Seixas - João Soares - Moustapha Diouf - Walter Jeklin - Dusan Sisic - Aleksandar Zecevic - Anthony Blakely - James Blasczyk - Thomas Blunt - Troy Bowers - Bryan Crabtree - Edward Dotson | - Kenny Fields - Aaron Fuller - James Grabowski - Marcus Grant - Kris Hill - Trevor Huffman - Shawn Jackson - Deantre Jefferson - Spencer Johnson - Nate Johnston - Brian Jones - Adrick McKinney - Kenyon McNeaill - Joe Modderman - Doug Mouse - Chris Porter - Brian Rewers - Gregory Stempin | - Phil Stinnie - Myles Walker - Jeffrey Willis - Francisco Jordão - Francisco Marcolino - Vidal Massiah - Daniel Becker - Bob Menama - Julio César Cabrera - Will Njoku - Luis Costa - Philippe Da Silva - Stefan Djukic - Paris Bryant - Dean Browne - John O'Connell - Chris Warren - Kevin Van Veldhuizen |